# سده ۷ (پیش از میلاد)
(سده هشتم پ.م. - سده هفتم پیش از میلاد مسیح - سده ششم پ.م. - سده‌های دیگر)

## رویدادها
- در پایان سده؛ مادها از باختر ایران و سکاها از روسیه و اوکراین کنونی به بخش‌های شمالی و خاوری آشور تاختند.
- ۶۹۹ (پیش از میلاد)؛ خالوشو جانشین شوتیرناخونته پادشاه عیلام شد.
- ۶۹۷ (پیش از میلاد)؛ هوآن پادشاه چین از دودمان ژو درگذشت.
- ۶۹۶ (پیش از میلاد)؛ کیمری‌ها فریجیه را تاراج کردند.
- ۶۹۶؛ پادشاهی شوآنگ بر چین.
- ۶۹۱ (پیش از میلاد)؛ سنخریب آشوری هومبان-نیمه‌نا پادشاه عیلام را در جنگ هالوله شکست‌داد.
- ۶۹۰ (پیش از میلاد)؛ تاهارقا به فرمانروایی مصر باستان رسید.
- ۶۸۹ (پیش از میلاد)؛ سنخریببابل را تاراج‌کرد.
- ۶۸۷ (پیش از میلاد)؛ گوگو پادشاه لودیه شد.
- ۶۸۷؛ حزقیا پادشاه یهودا شد.
- ۶۸۲ (پیش از میلاد)؛ مرگ شوآنگ پادشاه چین.
- ۶۸۱ (پیش از میلاد)؛ لی پادشاه چین شد.
- ۶۸۱؛ اسرحدون پادشاه آشور شد.
- ۶۷۷ (پیش از میلاد)؛ لی پادشاه چین درگذشت.
- ۶۷۷؛ اسرحدون در پی گوشمالی قبیله‌های عرب سرکش به مرزهای مصر باستان رسید.
- ۶۷۶ (پیش از میلاد)؛ آغاز پادشاهی هوئی بر چین.
- ۶۷۵ (پیش از میلاد)؛ بازسازی بابل به دست اسرحدون.
- ۶۷۵ (پیش از میلاد)؛ فرورتیش دومین شاه ماد تاجگذاری کرد.
- ۶۷۴ (پیش از میلاد)؛ اسرحدون شورشی را که در عسقلان از سوی مصر سامان داده‌شده‌بود فرونشاند. آشور به مصر تاخت و مصریان آنان را پس‌زدند.
- ۶۷۳ (پیش از میلاد)؛ تولوس هوستیلیوس پادشاه روم گشت.
- ۶۷۱ (پیش از میلاد)؛ اسرحدون دوباره به مصر تاخت و اینبار ممفیس و همچنین شماری از هموندان خانواده پادشاهی را به دست‌اورد.
- ۶۶۹ (پیش از میلاد)؛ آشوربانیپال جانشین پدرش اسرحدون شد.
- ۶۶۸ (پیش از میلاد)؛ شاماش‌شوم‌اوکین پسر اسرحدون پادشاه بابل شد.
- ۶۶۸؛ مصر باستان بر آشور شورید.
- ۶۶۸؛ نینوا پایتخت آشور بزرگ‌ترین شهر جهان آن زمان شد.
- ۶۶۷ (پیش از میلاد)؛ پیدایش بیزانس.
- ۶۶۴ (پیش از میلاد)؛ نخستین جنگ دریایی ثبت‌شده در یونان میان کورنیت و کورکورا.
- ۶۶۴؛ آشوربانیبال شهر تب را به چنگ آورد و تاراج‌نمود.
- ۶۶۴؛ پسام‌مه‌تیخوس یکم پادشاه مصر پایین‌شد.
- ۶۶۴؛ تاهارقا برادرزاده‌اش تانتامانی را جانشین خود نمود.
- ۱۱ فوریه۶۶۰ (پیش از میلاد)؛ روزسنتی پیدایش ژاپن به دست امپراتور کیا.
- ۶۶۰ (پیش از میلاد)؛ شناخت الفبای دموتیک.
- ۶۶۰؛ پسام‌مه‌تیخوس یکم آشوریان را از مصر بیرون راند.
- دهه ۶۵۰ (پیش از میلاد)؛ آغاز کار در پیدراس نگراس، گواتمالا
- ۶۵۷ (پیش از میلاد)؛ کوپسه‌لوس نخستین ستمگر کورینت شد.
- ۶۵۶ (پیش از میلاد)؛ پسام‌مه‌تیخوس یکم بر همه مصر باستان چیره‌گشت.
- ۶۵۳ (پیش از میلاد)؛ آتتاخوممااین‌شوشیناک و خومبانیگاش پادشاهان عیلام شدند.
- ۶۵۲ (پیش از میلاد)؛ شورش بابل بر آشور به رهبری شاماش‌شوم‌اوکین.
- ۶۵۱ (پیش از میلاد)؛ شیانگ پادشاه چین گشت.
- ۶۵۰ (پیش از میلاد)؛ پیدایش شهر آبدرا در تراکیه.
- ۶۵۰؛ دگرش‌های آب و هوایی با سرد و نمور شدن آب و هوا برهمه فرهنگ‌های عصر برنز اروپا اثرگذارد. قبیله‌های باشنده اسکاندیناوی بر اثر این دگرش‌ها به سوی بخش قاره‌ای اروپا کوچ را آغاز کردند.
- دهه ۶۴۰ (پیش از میلاد)؛ بنیادنهادن کتابخانه از سوی آشوربانیپال پادشاه آشور.
- ۶۴۹ (پیش از میلاد)؛ ایندابیگاش پادشاه عیلام شد.
- ۶۴۹؛ سرکبوی شورش بابل به دست آشور
- ۶۴۸ (پیش از میلاد)؛ رویداد پانتراکسیون در بازی‌های المپیک باستان.
- ۶ آوریل۶۴۸ (پیش از میلاد)؛ کهنترین خورشیدگرفتگی ثبت‌شده در تاریخ یونان.
- ۶۴۷ (پیش از میلاد)؛ آشوربانیپال شوش را تاراج‌کرد.
- ۶۴۲ (پیش از میلاد)؛ آنکوس مارسیوس پادشاه رم شد.
- ۶۴۰ (پیش از میلاد)؛ پیروزی بزرگ آشور بر عیلام.
- ۶۳۲ (پیش از میلاد؛ کولن از بزرگان آتن به خواست پادشاهی آکروپولیس را گرفت.
- ۶۳۲؛ جنگ شنگپو در چین.
- ۶۳۱ (پیش از میلاد)؛ برپایی کورن از سوی کوچندگان یونانی در لیبی کنونی.
- ۶۳۱؛ سادیاتس پادشاه لودیه شد.
- ۶۲۷ (پیش از میلاد)؛ مرگ آشوربانیپال.
- ۶۲۶ (پیش از میلاد)؛ شورش نبوپلصر در بابل بر آشوریان.
- ۶۲۶ (پیش از میلاد)؛ ماد و بابل پس از استقلال از آشور به نینوا پایتخت آن کشور تاختند.
- ۶۲۵ (پیش از میلاد)؛ هووخشتره سومین شاه ماد تاجگذاری کرد.
- ۶۲۳ (پیش از میلاد)؛ سین‌شارایشکون پادشاه آشور شد.
- ۶۲۲/۶۲۱ (پیش از میلاد)؛ سفر تثنیه در اورشلیم پدید آمد.
- ۶۱۹ (پیش از میلاد)؛ آلیاتس پادشاه لودیه شد.
- ۶۱۹؛ مرگ ژیانگ پادشاه چین.
- ۶۱۸ (پیش از میلاد)؛ چینگ پادشاه چین شد.
- ۶۱۶ (پیش از میلاد)؛ لوسیوس تارکینیوس پریسکوس پادشاه روم شد.
- ۶۱۴ (پیش از میلاد)؛ تاراج آشور به دست مادها و بابلیان.
- ۶۱۳ (پیش از میلاد)؛ مرگ چینگ پادشاه چین.
- ۶۱۲ (پیش از میلاد)؛ کوآنگ پادشاه چین شد.
- ۶۱۲؛ اتحاد میان ماد و بابل و شوش به محاصره و گشایش نینوا پایتخت این کشور انجامید. سین‌شارایشکون پادشاه آشور هم کشته شد.
- ۶۱۲؛ آشوراوبالیت دوم خود را پادشاه حران خواند تا بلکه پادشاهی آشور را زنده‌نگاه‌دارد.
- ۶۱۲؛ بابل پایتخت بابلیان بزرگ‌ترین شهر جهان زمان خود شد.
- ۶۱۰ (پیش از میلاد)؛ نخوی دوم به فرمانروایی مصر باستان رسید.
- ۶۰۹ (پیش از میلاد)؛ یوسیا پادشاه یهودا در جنگ با مصر باستان کشته‌شد.
- ۶۰۹؛ بابل با چیرگی بر حران به پادشاهی آشوریان در تاریخ پایان داد.
- ۶۰۹؛ یهوآهاز پادشاه یهودا شد.
- ۶۰۷ (پیش از میلاد)؛ مرگ کوآن پادشاه چین.
- ۶۰۶ (پیش از میلاد)؛ دینگ شاه چین شد.
- ۶۰۵ (پیش از میلاد)؛ پیروزی بابل بر مصر باستان در جنگ کرکمیش.
- ۶۰۵؛ نبوکدنصر دوم پادشاه بابل شد.
- ۶۰۰ (پیش از میلاد)؛ پیدایش کاپوآ
- ۶۰۰؛ دوره مهاجاناپاداس در هندوستان.
- ۶۰۰؛ برپایی میلان به دست سلت‌ها.
- ۶۰۰؛ برپایی مارسی به دست فوکیس‌ها.
- ۶۰۰؛ اسمیرنا تاراج و ویران‌شد.
- ۶۰۰؛ نبوکدنصر دوم باغ‌های معلق بابل را ساخت.
- درونشد سکاها به آسیا.

## چهره‌های برجسته
- هووخشتره پادشاه ماد.
- حزقیا پادشاه یهودا.
- سنخریب پادشاه آشور.
- گوگو پادشاه لودیه.
- مناشه پادشاه یهودا.
- اسرحدون پادشاه آشور.
- آرخیلوخوس شاعر تاسوسی.
- نوما پومپیلیوس دومین پادشاه روم.
- متیوس فوفتیوس پادشاه لاتینی آلبالونگا.
- نخوی دوم فرمانروای مصر باستان.
- تاهارقا فرمانروای مصر باستان.
- تانتامی فرمانروای مصر.
- هوئی پادشاه چین.
- کورش یکم پادشاه انشان و بزرگ دودمان هخامنشی . (نخستین یادکرد در ۶۵۲ (پیش از میلاد))
- گوان شونگ نخست‌وزیر چینی.
- یوشیا پادشاه یهودا.
- استسیخوروس غزل‌سرا و شاعر سیسیلی.
- سولون فرزانه آتنی.
- طالس ریاضی‌دان میلتوسی یونان.
- پسام‌مه‌تیخوس یکم فرمانروای مصر باستان.
- آناکسیماندر ملطی فیلسوف یونانی.
- سافوی لسبوسی شاعر یونانی.

## یافته‌ها و نوآوری‌ها
- نخستین سکه فلزی را لودیه‌ای‌ها که در باختر آناتولی می‌زیستند به کار بردند.
- برپایه ادعای برخی آهن در چین یافت‌شد.

## منبع
- نویسندگان ویکی‌پدیای انگلیسی، ۷th century BC. ‏(۷ مه ۲۰۰۷)

| هزاره | سده   | سده   | سده   | سده   | سده   | سده   | سده   | سده   | سده   | سده   |
| ----- | ----- | ----- | ----- | ----- | ----- | ----- | ----- | ----- | ----- | ----- |
| ۹ پ‌م: | ۹۰ پ‌م | ۸۹ پ‌م | ۸۸ پ‌م | ۸۷ پ‌م | ۸۶ پ‌م | ۸۵ پ‌م | ۸۴ پ‌م | ۸۳ پ‌م | ۸۲ پ‌م | ۸۱ پ‌م |
| ۸ پ‌م: | ۸۰ پ‌م | ۷۹ پ‌م | ۷۸ پ‌م | ۷۷ پ‌م | ۷۶ پ‌م | ۷۵ پ‌م | ۷۴ پ‌م | ۷۳ پ‌م | ۷۲ پ‌م | ۷۱ پ‌م |
| ۷ پ‌م: | ۷۰ پ‌م | ۶۹ پ‌م | ۶۸ پ‌م | ۶۷ پ‌م | ۶۶ پ‌م | ۶۵ پ‌م | ۶۴ پ‌م | ۶۳ پ‌م | ۶۲ پ‌م | ۶۱ پ‌م |
| ۶ پ‌م: | ۶۰ پ‌م | ۵۹ پ‌م | ۵۸ پ‌م | ۵۷ پ‌م | ۵۶ پ‌م | ۵۵ پ‌م | ۵۴ پ‌م | ۵۳ پ‌م | ۵۲ پ‌م | ۵۱ پ‌م |
| ۵ پ‌م: | ۵۰ پ‌م | ۴۹ پ‌م | ۴۸ پ‌م | ۴۷ پ‌م | ۴۶ پ‌م | ۴۵ پ‌م | ۴۴ پ‌م | ۴۳ پ‌م | ۴۲ پ‌م | ۴۱ پ‌م |
| ۴ پ‌م: | ۴۰ پ‌م | ۳۹ پ‌م | ۳۸ پ‌م | ۳۷ پ‌م | ۳۶ پ‌م | ۳۵ پ‌م | ۳۴ پ‌م | ۳۳ پ‌م | ۳۲ پ‌م | ۳۱ پ‌م |
| ۳ پ‌م: | ۳۰ پ‌م | ۲۹ پ‌م | ۲۸ پ‌م | ۲۷ پ‌م | ۲۶ پ‌م | ۲۵ پ‌م | ۲۴ پ‌م | ۲۳ پ‌م | ۲۲ پ‌م | ۲۱ پ‌م |
| ۲ پ‌م: | ۲۰ پ‌م | ۱۹ پ‌م | ۱۸ پ‌م | ۱۷ پ‌م | ۱۶ پ‌م | ۱۵ پ‌م | ۱۴ پ‌م | ۱۳ پ‌م | ۱۲ پ‌م | ۱۱ پ‌م |
| ۱ پ‌م: | ۱۰ پ‌م | ۹ پ‌م  | ۸ پ‌م  | ۷ پ‌م  | ۶ پ‌م  | ۵ پ‌م  | ۴ پ‌م  | ۳ پ‌م  | ۲ پ‌م  | ۱ پ‌م  |
| ۱:    | ۱     | ۲     | ۳     | ۴     | ۵     | ۶     | ۷     | ۸     | ۹     | ۱۰    |
| ۲:    | ۱۱    | ۱۲    | ۱۳    | ۱۴    | ۱۵    | ۱۶    | ۱۷    | ۱۸    | ۱۹    | ۲۰    |
| ۳:    | ۲۱    | ۲۲    | ۲۳    | ۲۴    | ۲۵    | ۲۶    | ۲۷    | ۲۸    | ۲۹    | ۳۰    |
| ۴:    | ۳۱    | ۳۲    | ۳۳    | ۳۴    | ۳۵    | ۳۶    | ۳۷    | ۳۸    | ۳۹    | ۴۰    |